# 伊藤雅俊 (1947年生の実業家)
伊藤 雅俊（いとう まさとし、1947年（昭和22年）9月12日 - ）は、日本の実業家。味の素・代表取締役取締役社長最高経営責任者（CEO）を経て、代表取締役取締役会長になる。公益財団法人味の素食の文化センター理事長、一般社団法人全日本・食学会名誉理事。

## 人物
東京都中野区で生まれ、練馬区で育つ。慶應義塾大学在学中にはサークルを立ち上げ、ミュージカルの公演をした。味の素創業100年目にあたる2009年に12代目代表取締役社長に就任。セブン&アイ・ホールディングス名誉会長の伊藤雅俊とは、同姓同名が縁となり、会食を開く仲であった。

## 経歴
- 1947年 - 東京都中野区生まれ[2]。
- 1960年 - 東京学芸大学附属大泉小学校卒業[4]。
- 1963年 - 東京学芸大学附属大泉中学校卒業[5]。
- 1966年 - 慶應義塾志木高等学校卒業[6]。
- 1971年 - 慶應義塾大学経済学部卒業[6]。
  - 同年 - 味の素株式会社入社。
- 1995年 - 同食品事業本部食品部長。
- 1999年 - 同取締役。
- 2003年 - 味の素冷凍食品株式会社代表取締役社長。
- 2005年 - 株式会社ギャバン取締役。
- 2005年 - 味の素株式会社代表取締役。
- 2006年 - 同食品カンパニープレジデント。
- 2009年 - 同代表取締役社長最高経営責任者。
- 2015年 - 同代表取締役会長（現職）。
- 2016年 - 日本アドバタイザーズ協会理事長に就任。
- 2017年 - 日本スポーツ協会（当時日本体育協会）会長に就任[7]。
- 2021年 - 旭日重光章を受章[8][9]。

## その他役職
- 国際戦略拠点形成推進会議委員
- 日本創生委員会委員
- 日本経済団体連合会審議員会副議長
- 日本輸入食品安全協会会長
- 日本生命保険相互会社評議員
- ゴールドマン・サックス証券アドバイザリー・ボード
- ライフイノベーション地域協議会会員
- The Consumer Goods Forum理事

## テレビ番組
- 日経スペシャル カンブリア宮殿 100年企業に今なお息づく開拓者精神！（2010年11月11日、テレビ東京）- 出演時、味の素社長[10]。